# Sankt Olofsgatan

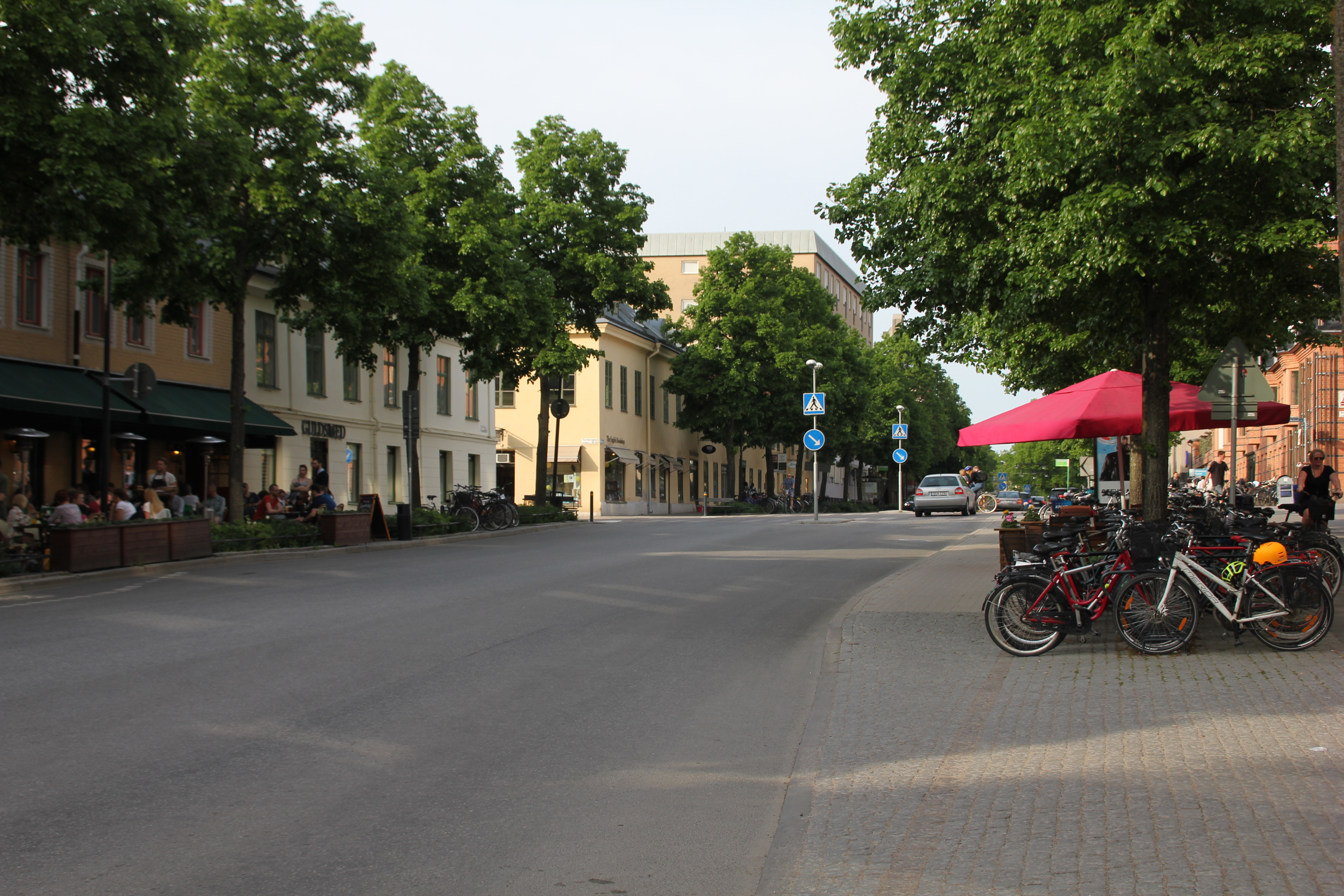
Sankt Olofsgatan, 2016

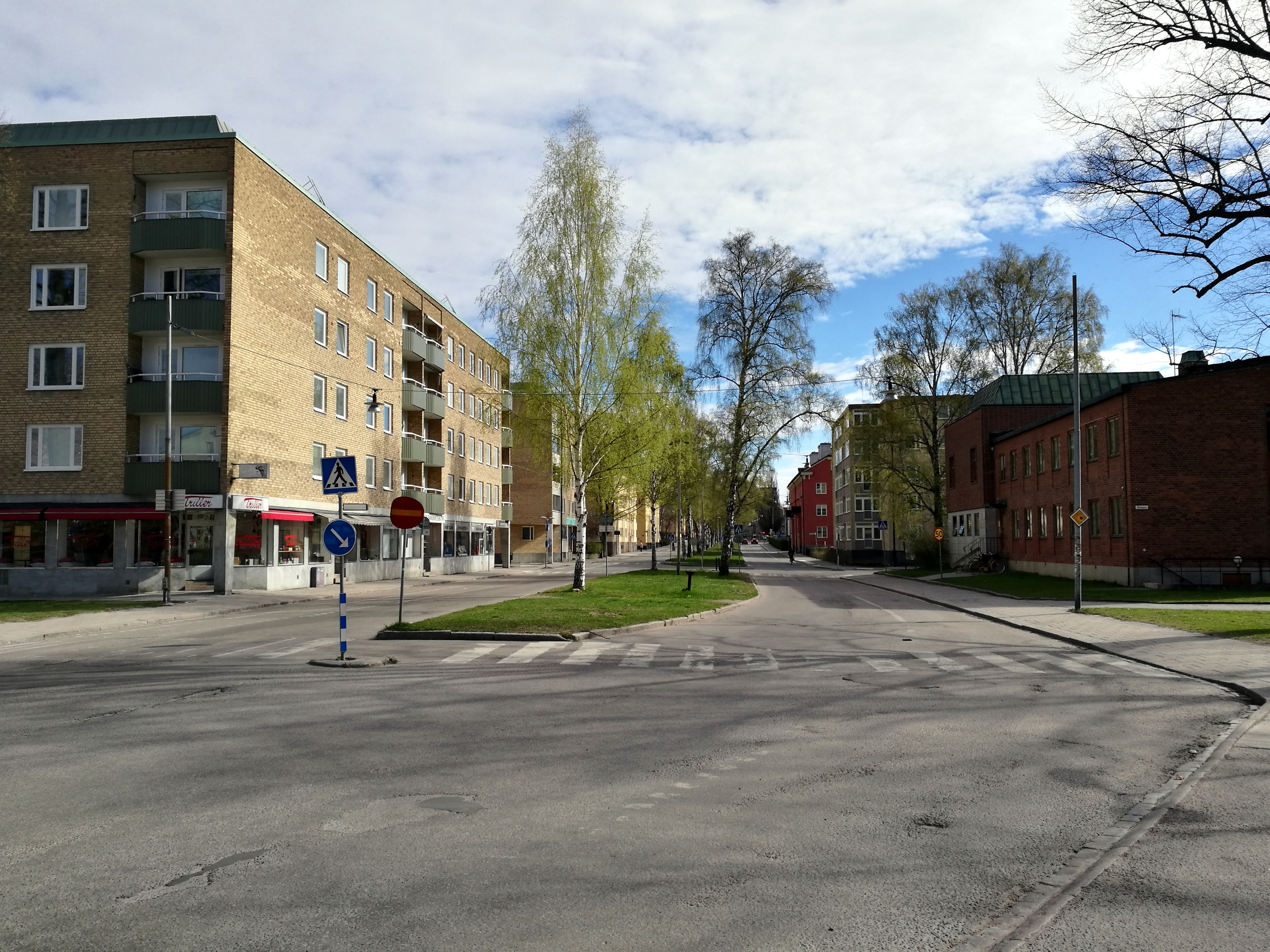
S:t Olofsgatan i Uppsala sedd åt nordost från Österplan.

Sankt Olofsgatan är en central gata i Uppsala som fram till 1965 hette Jernbrogatan (Järnbrogatan). Gatan går från Kyrkogårdsgatan vid gamla kyrkogården i stadsdelen Fjärdingen till Kvarntorget i stadsdelen Kvarngärdet i nordost.

## Historia
Järnbrogatan, först Nybrogatan, hade fått sitt namn den järnbro, Jernbron, över Fyrisån som var belägen vid Fjellstedtska skolan. År 1965 breddades Järnbrogatan och Jernbron monterades ned. Då Järnbrogatan inte längre gick över en järnbro återtogs ett äldre gatunamn, Sankt Olofsgatan. Järnbron är numera återuppsatt drygt 100 meter uppströms där den förbinder Linnégatan med S:t Johannesgatan.
Den historiska Sankt Olofsgatan hade samma sträckning som den del av Järnbrogatan som befann sig på västra sidan om ån.

## Nummer
Den korta sträckan mellan Kyrkogårdsgatan och Övre Slottsgatan ingår liksom dessa gator i den övriga länsvägen C 602. Resten av gatan är väg C 5018, en av Vägverket rekommenderad led för tunga lastbilar och andra större fordon vid färd genom tätorten Uppsala. Även de korsande gatorna Sysslomansgatan (C 5010), Östra Ågatan (C 5012), Väderkvarnsgatan (C 5028) och Torkelsgatan (C 5019) har denna status. Dessa vägnummer skyltas inte och sätts sällan ut på allmänna vägkartor.

## Kända platser och byggnader vid S:t Olofsgatan
Södra sidan (i nummerordning):
- Martin Luther Kings plan
- Universitetsparken med Universitetshuset
- Kyrkans hus (Uppsala) (5)
- S:t Olofsbron över Fyrisån

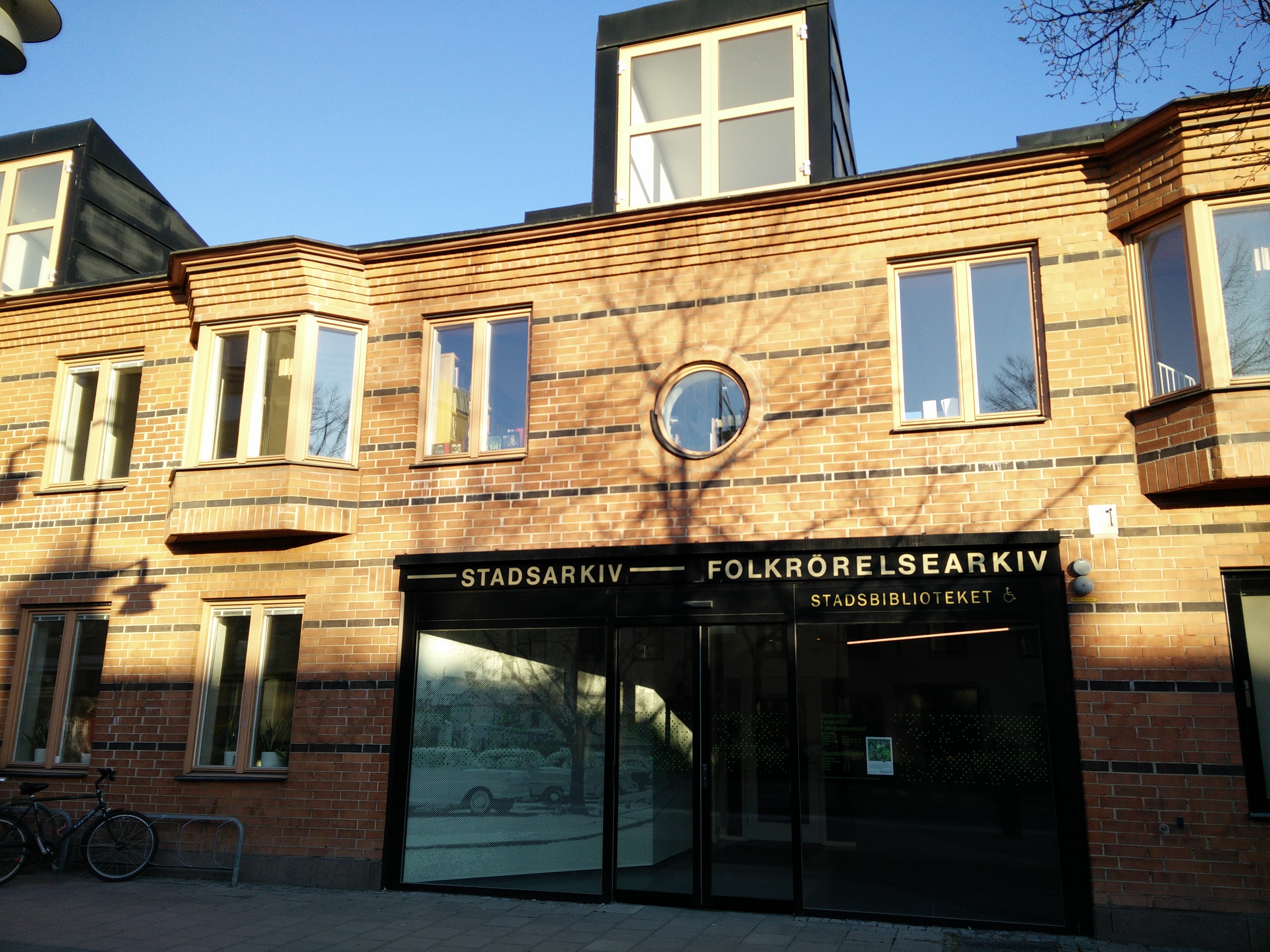
Stadsarkivet

- Stadsbiblioteket (13) och Uppsala stadsarkiv (15)
- Nannaskolan (25–27)
- Plankorsning med Ostkustbanan och Dalabanan
- f.d. Nymanbolagen

Norra sidan (i nummerordning):
- Edlingska gården (2)
- Fattighuset (6)
- Skandalhuset (10)
- Stavenowska huset
- Södermanlands-Nerikes nation (14–16)

- Brundisium
- Smålands nation (18)
- Ofvandahls konditori
- Artedi park
- S:t Olofsbron

- Fjellstedtska skolan (26)
- The Uppsala English Bookshop
- Svenska Missionskyrkan (40)
- Raoul Wallenbergskolan (44)
- Plankorsning med Ostkustbanan

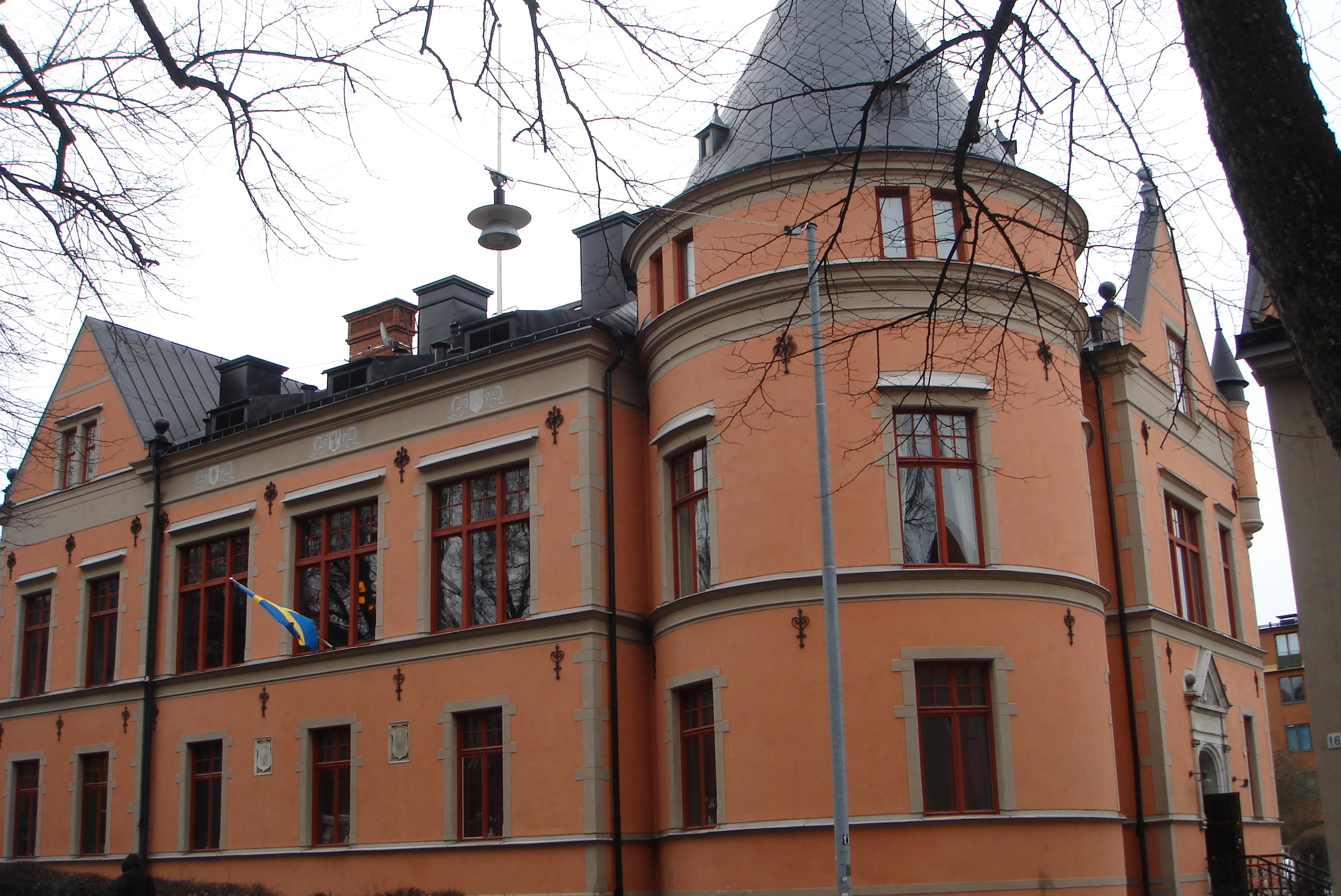
Södermanlands-Nerikes nation

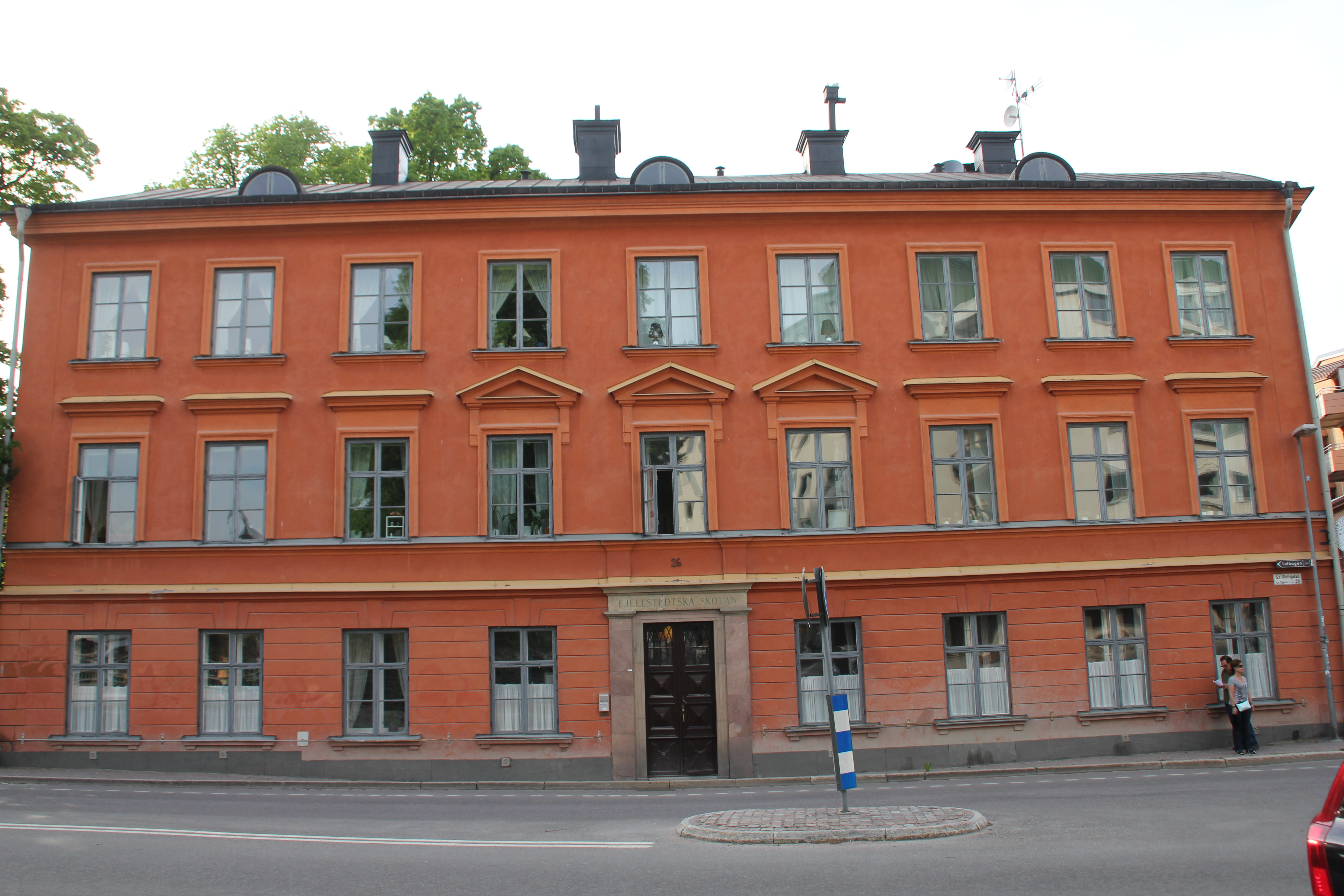
Fjellstedtska skolan.

- Kvarteret Ull, ritat av Gunnar Leche (52)

## Tidigare byggnader
- Upsala Bayerska Bryggeri AB (idag Stadsbiblioteket)
- Prinsens skola (kvarteret Toven)
- Joh. Ekholms Skofabrik